# Magyar Írók Szövetsége (1956)
A Magyar Írók Szövetsége (a Magyar Írószövetség elődje), illetve tagjai fontos szerepet játszottak az 1956-os forradalomhoz vezető erjedési folyamatban. Mindez a Magyar Írók Szövetsége feloszlatásához vezetett a megtorlás időszakában.

## Előzmények
A kommunista diktatúra kiépülésével a monolit Írószövetségen ugyanúgy a félelem hatalmasodott el, mint a társadalom minden részén. Az 1945-ben alakult Szövetségben 1949-ben az MDP utasításai alapján tagrevíziót hajtottak végre és csak az maradhatott, aki feltétlen híve volt a pártnak. A kimaradás gyakorlatilag az elhallgattatást jelentette. Ekkor került a partvonalra többek közt Füst Milán, Hamvas Béla, Jékely Zoltán, Kassák Lajos, Mándy Iván, Mészöly Miklós, Nemes Nagy Ágnes, Ottlik Géza, Pilinszky János, Szabó Lőrinc, Vas István vagy Weöres Sándor. A magyar társadalom legkülönbözőbb csoportjai ellen elkövetett sérelmeket a kommunista hatalom a magyar irodalmon elkövetett sérelmekkel tetézte.
Az írók már 1955-től kezdtek bátrabb hangot megütni (ez volt a Nagy Imre köre elleni keményvonalas ellentámadás éve) és ebben az évben létrejött a Szövetség kiadója, a Magvető Könyvkiadó is. Az olvadás 1956 tavaszától vált igazán érezhetővé: az irodalmi folyóiratokban megjelentek olyan írók művei, akik korábban tiltólistán voltak.
A változások a Szövetség szervezetében az 1956. szeptember 17-ei közgyűlésen manifesztálódtak. A vezetőségbe – első alkalommal titkosan szavazva – nem párttag írókat is beválasztottak, az elnök ismét Veres Péter lett, társelnökei Háy Gyula és Tamási Áron, főtitkára Erdei Sándor. Bár a tagok közt sokan voltak a kommunista párt tagjai, a hatalom jelöltjei a szavazáson – amelyen a Szövetség tagjainak fele, 203 író vett részt – sorra kihulltak. Az MDP ekkor már nem tehetett semmit ez ellen, gyengeségét bizonyítva.
A 25 fős elnökségbe hat népi író került (a kapott szavazatok sorrendjében Illyés Gyula, Tamási Áron, Németh László, Veres Péter, Szabó Lőrinc és Szabó Pál. A korábban mellőzött írók közül beválasztották Kassák Lajost, Ignotus Pált és Tersánszky Józsi Jenőt. A kommunisták favoritja, Darvas József be se jutott az elnökségbe.

## A forradalom idején
A Szövetség tagjai, illetve küldöttei aktív részesei voltak a forradalmat előkészítő eseményeknek, illetve magának a felkelésnek az eseményeinél és – különböző politikai irányzatokat képviselve – kiálltak a forradalom eszményei mellett. Ott voltak a Petőfi Kör ülésein. Október 23-án, a Bem-szobornál zajlott százezres tüntetésen Veres Péter olvasta fel a Szövetség határozatát, amelyben követelték Nagy Imre visszatérését a kormányba.
Október 23-án Déry Tibor többször is felhívta Nagy Imrét, sürgetve, hogy mielőbb álljon a tömeg elé.
Október 27-én művészek egy csoportja, köztük számos író (például Benjámin László, Déry Tibor, Háy Gyula, Illyés Gyula, Veres Péter és Zelk Zoltán) memorandumban kéri Nagy Imrét, hogy hirdessen fegyverszünetet. A művészek, illetve Nagy Imre régi híveinek egy küldöttsége jelentős szerepet játszhattak abban, hogy az ingadozó miniszterelnök végül elfogadta a tanácsot és elismerte a forradalmat. (Aznap délelőtt átalakított kormányába még bekerült az a Janza Károly, aki első parancsában a civil felkelők elleni harcra szólította fel a követőit, az MDP Központi Vezetőség Rendkívüli Bizottsága pedig a már megkezdett statáriális eljárások felgyorsítását sürgette.)

### Az írók a politikai palettán
A Szövetség október 23-án megfogalmazott hét pontja  ugyanakkor kevésbé volt radikális a MEFESZ-be tömörült egyetemisták 16 pontjánál, amelyek a forradalom széles körben ismert követeléseivé váltak.
Mind a két listán szerepelt a Rákosi-klikk kiszorításának és Nagy Imre hatalomba visszahelyezésének követelése. A Szovjetunióval való viszony ügyében ugyanakkor az írók sokkal óvatosabban és kevésbé egyértelműen fogalmaztak, mint a MEFESZ: az egyetemisták kereken a szovjet csapatok kivonását követelték, az írók azonban legalábbis nyíltan ennél kevesebbet kívántak első pontjukban: „Önálló nemzeti politikát a szocializmus eszméje alapján, a lenini elvek szerint rendezzék el viszonyunkat valamennyi országgal, mindenekelőtt a Szovjetunióval és a népi demokráciákkal.”
Miközben az egyetemisták több párt részvételével tartandó választásokat követeltek, az írók megálltak a Hazafias Népfront megerősítése és a szabad, titkos választások követelésénél, azaz nem mondták ki, hogy érjen véget a kommunista párt egyeduralma.
A korábbi „radikálisok” közül nem csak az írók jutottak arra a sorsra, hogy követeléseiken a forradalom idején villámgyorsan túlhaladt az idő: ebben osztozott velük például a Petőfi Kör, sőt sok értelemben maga Nagy Imre és köre is. Az írók esetében ezt a megalakulás és működés körülményei, a szövetség összetétele magyarázták (azaz tagjai közt sok volt a kommunista, illetve a megfélemlített ember.)

### Súlyukat vesztik
A forradalom napjaiban – bár az írók szervezete korábban nagy tekintélyre tett szert a felkelők szemében – a Szövetség vezetői elbizonytalanodtak, látva, hogy a maguk mérsékeltebb követelésein túlhaladnak az események. A korábban háttérbe szorított „népiek” napok alatt előálltak forradalmi irodalmi lapjukkal, a Szövetség lapja, az Irodalmi Újság forradalmi száma azonban csak november 2-ára jelent meg (benne Illyés Gyula klasszikussá vált verse, az Egy mondat a zsarnokságról).
November 2-án a szövetség taggyűlést is tartott. A forró hangulatú ülés csaknem leváltotta a csak másfél hónapja megszavazott, ekkor már mérsékeltnek számító vezetőséget. (Főleg Illyés Gyula felszólalásának köszönhető, hogy ez nem történt meg.) A forradalom mellett álló más szervezetek ekkorra már többnyire radikalizálódtak. Néhány új tagot azonban mégis beválasztottak, akik közül egy sem volt kommunista: Féja Géza, Keresztury Dezső, Sinka István, Kodolányi János, Lakatos István, Rónay György.

### Az utolsó emlékezetes pillanat
November 4-én, a szovjet támadás után, néhány perccel reggel 8 óra előtt Háy Gyula olvasott be a Kossuth Rádióban magyarul, angolul, németül és oroszul segélykérő felhívást, amelyet a rádió elhallgatásáig többször megismételtek.

## A forradalom után
Az írószövetség a bukás után is hű maradt a forradalomhoz: az 1956. december 28-án tartott közgyűlésen Tamási Áron felolvasta az írók Gond és hitvallás című nyilatkozatát, amelyben hitet tettek a forradalom követelései mellett. (Egyes jelentős követelések, mint a szabad választások mögé azonban az új helyzetben nem, vagy csak féloldalasan állt oda a szövetség. November 12-ei kiáltványuk például megtartaná a demokratikus szocializmust az államosításokkal együtt, ugyanakkor követeli minden magyar állampolgárnak az emberi szabadságjogok teljességét.)
A decemberi közgyűlésen hangzottak el Déry Tibor híres mondatai is: "Senki nem vitatja ebben az országban, hogy volt, aki kihasználta, volt, aki visszaélt a forradalommal, s hogy külföldön is, belföldön is akadtak, akik a maguk üzleteit kötögették a népfelkelés cégére alatt. De az árnak irányát vajon a szenny szabja-e meg, amelyet magával sodor?"
1957. január 17-én a kormány rendeletben oszlatta fel a Magyar Írók Szövetségét, a következő indoklással: „nyíltan szembehelyezkedtek a konszolidációs törekvésekkel, a Magyar Népköztársaság érdekeivel ellentétes tevékenységet fejtettek ki”' (a szervezet csak 1959-ben alakulhatott újra, az MSZMP szoros ellenőrzése mellett). Számos írót ítéltek súlyos börtönbüntetésre (például Déry Tibor, Fekete Gyula, Háy Gyula, Lakatos István, Lengyel Balázs, Márkus István, Molnár Zoltán, Zelk Zoltán, Varga Domokos).

## Érdekesség
A Köztársaság téri pártház ostromát (október 30.) követő eset jól mutatja, az írók 1956-os aktivitása mennyire összekapcsolta az „író” és a „reform” fogalmát még az egyszerű emberek fejében is. Az egyik elfogott fiatal ÁVH-s, a meglincseléstől félve, váltig bizonygatta a nemzetőröknek, hogy ő író, ettől remélve, hogy megmenekül a felkelők bosszújától.

## Külső hivatkozások
- Az Írószövetség története
- Az Írószövetség, az MTA és magyar művészek, újságírók 1956. november 12-ei kiáltványa
- Standeisky Éva írása a nol.hu-n